# Filosofía española
La filosofía española es la tradición filosófica del pueblo de los territorios que componen la nación moderna de España y de sus ciudadanos en el exterior. Aunque el pensamiento filosófico español haya tenido una influencia profunda en las tradiciones filosóficas en toda Hispanoamérica, la agitación política en España en el siglo XX disminuyó la influencia de la filosofía española en contextos internacionales. Dentro de España durante este periodo, los romances ficticios escritos con fundamentos filosóficos fueron influyentes, llevando a algunas de las primeras novelas europeas modernistas, como las obras de Miguel de Unamuno o de Pío Baroja.
A pesar de haber escrito su obra en latín, Francisco Suárez fue un influyente filósofo español, ejerciendo un gran impacto en autores como Leibniz, Grotius, Samuel Pufendorf, Schopenhauer y Martin Heidegger. Así como Suárez, otros filósofos de la época como Luis de Molina, Francisco de Vitoria, Domingo de Soto y Martín de Azpilcueta fueron estudiosos de la Escuela de Salamanca.
Otra escuela de pensamiento fue la llamada Escuela de Madrid, fundamentada en su creador, José Ortega y Gasset que incluye pensadores como Manuel García Morente, Joaquim Xirau, Xavier Zubiri, José Gaos, Luis Recasens Siches, María Zambrano, José Luis Aranguren, Francisco Ayala, Pedro Laín Entralgo, Manuel Granell, Antonio Rodríguez Huéscar y su discípulo más preeminente, Julián Marías.
Más recientemente, en el estilo ensayístico, Fernando Savater ha destacado como un filósofo prominente.

## Historia

### Edad Antigua
Menéndez y Pelayo pensaba que la filosofía española empezó con Séneca, uno de los principales representantes del estoicismo, nacido en Córdoba que luego se mudó a la capital del imperio.
El periodo de la patrística se caracterizó por la controversia y polémica en torno al arrianismo, el nestorianismo y el pelagianismo. Los representativos de este periodo son el arzobispo Liciniano de Cartagena e Isidoro de Sevilla. También conocido era el hereje Prisciliano en el siglo IV.

### Edad Media
Los representantes principales son Juan XXI y Ramon Llull. La influencia del tomismo es significativa. Pensadores notables con interés en la ciencia incluyen a Arnau de Villanova y Ramón Sibiuda. Un filósofo importante de aquel tiempo era el filósofo y traductor Dominic Gundisalvi (c. 1110 - c. 1190), un participante activo de la Escuela de Traductores de Toledo. En sus obras filosóficas, Dominic Gundisalvi, quiso sintetizar el aristotelismo y el neoplatonismo judeo-arábigo con la tradición filosófica cristiana, desde San Agustín y Boecio. Su obra De divisione philosophiae sobre la clasificación de las ciencias fue muy conocida.

### Edad Moderna
Destaca Juan Luis Vives. La influencia de los jesuitas es evidente en Diego de Saavedra Fajardo. La Filosofía de Cristo de Erasmo de Róterdam recibió numerosas interpretaciones en España.
En el siglo XVI destaca Francisco Suárez, cuyos logros más importantes se encuentran en las ramas de la metafísica y la filosofía del derecho. Suárez es considerado el último representativo del escolasticismo. Siguió una forma moderada de tomismo y desarrolló la metafísica como una indagación sistemática.
En la primera mitad del siglo XVII, las obras de Miguel de Cervantes y Lope de Vega tuvieron un papel importante en la expansión del humanismo. Los representantes principales del catolicismo fueron Juan de Santo Tomás y Rodrigo de Arriaga. Mientras que los filósofos Francisco Sánchez el Escéptico y Gómez Pereira son vistos como predecesores de Descartes, en la segunda mitad del siglo XVII, el desarrollo de la filosofía española tuvieron influencia de este último y de Pierre Gassendi.
Feijoo y Jovellanos destacan en el siglo XVIII. Los filósofos Antonio Eximeno y Pujades y Juan Andrés recibieron la influencia de Condillac. Alejandro de Avendaño, seudónimo de Juan de Nájera, fue un seguidor de la filosofía atómica de Gassendi. Los principios del atomismo y del sensacionalismo de Gassendi fueron defendidos por Juan Bautista Berni, profesor de filosofía de la Universidad de Valencia.

### Edad Contemporánea
El desarrollo de la filosofía española en el siglo XIX se debe en parte a Krause, en polémicas con sus oponentes. Junto con el krausismo, el eclecticismo de las ideas de la escuela escocesa del sentido común (Ramón Martí de Eixalá y Francisco Javier Llorens y Barba). En los años 60 y 80 del siglo XIX, apareció un interés en el neokantismo, asociado con las actividades del filósofo y matemático Ray. Un representante importante del neokantismo fue José del Perojo, que estudió en Alemania con Kuno Fischer.  El filósofo Matías Nieto Serrano, que intentó combinar el neokantismo y el positivismo, fue un seguidor del filósofo francés Renouvier.
El filósofo Jaime Balmes desarrolló una versión aceptable del tomismo y está en la base del neotomismo español contemporáneo. A partir de la segunda mitad del siglo XIX, el neohegelianismo se extendió por España. En los orígenes de este movimiento se encontraba el profesor de metafísica de la Universidad de Sevilla, José Contero y Ramírez (1791-1857). El primer traductor de la Lógica de Hegel al español fue Antonio Fabier y Escudero. Un representante de la tradición materialista y defensor del sensacionalismo fue el filósofo, médico y político Pedro Mata y Fontanet. En las posiciones materialistas, pero con elementos positivistas y agnósticos, se encontraba Ramón y Cajal, cuya primera obra científica se publicó en 1880. José Mesa y Leompart y Francisco Mora Méndez propagaron el marxismo en España.
El filósofo más relevante del primer tercio del siglo XX es Miguel de Unamuno, considerado uno de los pensadores existencialistas más inusuales. Le sigue en el tiempo en la filosofía española contemporánea José Ortega y Gasset. Este último es considerado el filósofo español más importante del siglo XX. Sus discípulos  María Zambrano, la filósofa española más acreditada e internacionalmente reconocida, Julián Marías, Pedro Laín Entralgo son conocidos bajo el epígrafe Escuela de Madrid.  El médico  Gregorio Marañón también fue autor de ensayo.  Eugenio d'Ors fue otro filósofo destacado. Javier Zubiri es considerado el creador de la noología, una versión metafísica de la filosofía fenomenológica. También fue conocido el filósofo neotomista Juan Zaragüeta y Bengoechea. Debe también considerarse el magisterio de José Luis López Aranguren.